# Peder Kofod Ancher

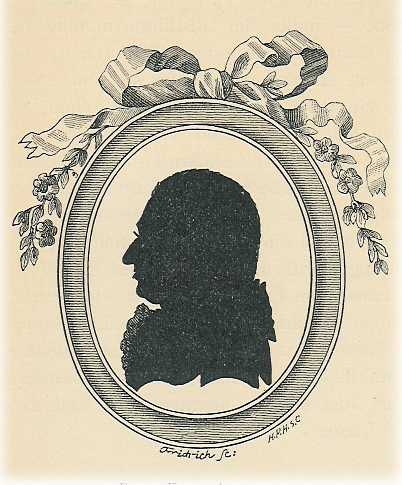
Peder Kofod Ancher

Peder Kofod Ancher (* 14. Juni 1710 in Østerlarsker auf Bornholm; † 5. Juli 1788 in Kopenhagen) war ein dänischer Rechtsgelehrter.

## Leben
Seine Eltern waren der Pfarrer Jørgen Ancher und dessen Frau Johanne Kofod. Er heiratete 1742 Sophie Amalie Bildsøe († 1746), eine Pfarrerstochter aus Kjettinge (Seeland). 1751 heiratete er Johanne Maria Sevel.
Ab 1722 besuchte er die Sorø Akademi in Sorø. 1726 begann er sein Studium in Theologie, das er 1730 erfolgreich (laudabilis = lobenswert, die zweitbeste Note) abschloss. Danach studierte er Rechtswissenschaften, was er 1738 ebenfalls mit Erfolg abschloss. 1741 wurde er Professor an der Rechtswissenschaftlichen Fakultät, promovierte aber erst 1742. Er wurde Mitglied der „Norske Videnskabernes Selskab“ (Norwegische wissenschaftliche Gesellschaft). 1748 wurde er Dekan der juristischen Fakultät. Er hielt Vorlesungen bis 1756 und war dreimal Rektor der Universität. 1753 wurde er zusätzlich Richter am Overadmiralitetsret und Generaldirektor der Flottenverwaltung (Søetat) und im gleichen Jahr Richter am Obersten Gerichtshof mit dem Titel „Justizrat“.
Seine Themen waren Dänisches Zivilrecht, Dänische und Römische Rechtsgeschichte, Strafrecht, Prozessrecht, Kirchenrecht und Dänisch-Norwegisches Staatsrecht. Er war Anhänger der historischen Auslegung der Gesetze, um den Willen des Gesetzgebers zu ermitteln. Er verteidigte die dänisch-norwegische Regierungsform gegen die zeitgenössischen revolutionären Bestrebungen. Er kannte Rousseau und schrieb 1765 eine ausführliche Polemik gegen Montesquieus Schrift De l’esprit des loix. Besonders betonte er die originale Eigenständigkeit des dänischen Rechts vom Ursprung her.
Ab 1756 musste er aus Gesundheitsgründen seine Vorlesungen durch Assistenten vorlesen lassen. Auch in seinem Amt als Generalauditor musste er sich einige Jahre durch seinen Assistenten vertreten lassen. Seine Lunge war schwach, und er pflegte laut und temperamentvoll zu sprechen, was ihn so überforderte, dass er für 8 Monate auf dem Krankenbett lag. Mit königlicher Unterstützung machte er in den folgenden Jahren Kuren in Bad Pyrmont.
1766 wurde er „Etatsrat“, 1770 „wirklicher Etatsrat“ und 1774 Konferenzrat. Er hatte auch eine satirische Seite, die in seinem Artikel Brevet til ingen om intet i Lov og Ret (Ein Brief an niemanden um nichts in Gesetz und Recht) (1765) in einer Weise zum Ausdruck kam, dass es Anstoß erregte und er selbst eine Gegenschrift verfassen musste: Forsvar for Love og Lovkyndighed. Til Svar paa Brevet om Intet i Lov og Ret (Verteidigung von Gesetz und Gesetzeskunde. Antwort auf den Brief om Intet i Lov og Ret) (1765). Er war erfolgreicher Unterhändler der Regierung bei den Bewohnern auf Bornholm, als diese sich unter Berufung auf ihre Privilegien von 1658 weigerten, neu eingeführte Steuern, wie die Salzsteuer zu entrichten. Er war auch Mitglied der Kommission für die Lehnsfolge in der Grafschaft Laurvigen. Er war weiterhin an der Erstellung verschiedener Gesetzentwürfe beteiligt. Zusammen mit Andreas Hojer und Henrik Stampe bildete Ancher ein Triumvirat, das im 18. Jahrhundert die dänische Rechtswissenschaft und -forschung beherrschte.
Als er 1783 sein Werk Jydske Lov vorlegte, erhielt er vom König einen Brillantring mit dem Namenszug des Königs und der Aufschrift „merito“ und die Zusage einer Pension für seine Frau nach seinem Tod von 300 Rigsdaler aus der Kasse des Königs.

## Werke in Auswahl
- De præscriptione Danorum. 1740
- Cogitationes in dubios quosdam articulos legis Danicæ de successione ab intestato I–III. (1741–1743)
- Conjecturæ de origine et sensu septimæ generationis, lingva vernacula »Syvende Mand« (1744) (Es handelt sich dabei um das Erbrecht im siebten Grad nach dem Sjællandske Lov von König Waldemar)
- De genuina contrariarum legum conciliandarum ratione I–II (1749–1751)
- Miscellæ Qvestiones maxime controversi. (1751)
- Imago supremi regii judicii in Daniæ et Norvegiæ regnis et exemplar ordinationis novissimæ. (1756)
- De indole juris privati pro habitu Imperii Dano-Norvegici. 2 Bände 1756–1758.
- Et Brev til Ingen, om Intet i Lov og Ret. (1765)
- Afhandling om den beste Maade at regne Slægtskabetsled paa i Ægteskabs- og Arvesager. 1765.
- En Dansk Lov-Historie Fra Kong Harald Blaatands Tid til Kong Christian den Femtes. I-II. 1769–1776.
- En kort Anviisning især for en Dansk Jurist angaaende Lovkyndigheds- og Staats-Konstens adskillige Deele, Nytte og Hielpemidler (1755), 2. Auflage unter einem anderen Titel und teilweise anderem Inhalt. 1777.
- Dansk Lehnsret (1777)
- Svar paa nogle Spørsmaale til det juridiske Fakultet. 1779.
- Om gamle Danske Gilder og deres Undergang. 1780
- Den Jydske Lovbog paa gammel Dansk, med forskiellige Læsninger, Latinsk Oversættelse, Anmerkninger og Forklaringer 1783.
- Johan F. W. Schlegel, Rasmus Nyerup: Samlede juridiske Skrifter; Peder Kofod Anchers samlede juridiske Skrifter. 3 Bde. Soldin, København
  - Band 1 1807 Digitalisat
  - Band 2 1809 Digitalisat
  - Band 3 1811 Digitalisat

Daneben erschienen viele Aufsätze in den Videnskabernesselskabs Skrifter, zum Beispiel Bevis, at Norge ved Christian den 3dies Reces af 1536 ikke er bleven en Provinds af Danmark. (X S. 29–49).